# Ødemarkens Dronning
Ødemarkens Dronning er en amerikansk stumfilm fra 1918 af Marshall Neilan.

## Medvirkende
- Elsie Ferguson som Jen Galbraith
- Thomas Meighan som Tom Gellatly
- Joseph W. Smiley som Peter Galbraith
- Matt Moore som Val Galbraith
- E. L. Fernandez som Pierre